# Cayo Blanquizal
Cayo Blanquizal är en ö i Kuba.   Den ligger i provinsen Provincia de Villa Clara, i den nordvästra delen av landet, 200 km öster om huvudstaden Havanna. Arean är 12,3 kvadratkilometer.
Terrängen på Cayo Blanquizal är mycket platt. Öns högsta punkt är 15 meter över havet. Den sträcker sig 3,6 kilometer i nord-sydlig riktning, och 9,1 kilometer i öst-västlig riktning.